# ليستير وونغ
ليستير وونغ هو مبارز بالسيف كندي، ولد في 28 أغسطس 1944 في الصين.

## وصلات خارجية
- ليستير وونغ على موقع أوليمبيديا (الإنجليزية)